# Gran Premi de São Paulo del 2022
El Gran Premi de São Paulo de Fórmula 1, vintena-unena i penùltima cursa de la temporada 2022, s'ha disputat al Circuit d'Interlagos entre els dies 11 a 13 de novembre del 2022.
Aquest gran premi serà el tercer i ùltim del any a realitzar la qualificació esprint, la cursa classificatória que definirà la graella de sortida de la cursa l'endemà.

## Qualificació
La qualificació per la cursa classificatòria es va celebrar el dia 11 de novembre.
| Pos.               | Nº | Pilot            | Equip/Motor           | Part 1   | Part 2   | Part 3   | Graella |
| ------------------ | -- | ---------------- | --------------------- | -------- | -------- | -------- | ------- |
| 1                  | 20 | Kevin Magnussen  | Haas-Ferrari          | 1:13.954 | 1:11.410 | 1:11.674 | 1       |
| 2                  | 1  | Max Verstappen   | Red Bull-RBPT         | 1:13.625 | 1:10.881 | 1:11.877 | 2       |
| 3                  | 63 | George Russell   | Mercedes              | 1:14.427 | 1:11.318 | 1:12.059 | 3       |
| 4                  | 4  | Lando Norris     | McLaren-Mercedes      | 1:13.106 | 1:11.377 | 1:12.263 | 4       |
| 5                  | 55 | Carlos Sainz Jr. | Ferrari               | 1:14.680 | 1:10.890 | 1:12.357 | 5       |
| 6                  | 31 | Esteban Ocon     | Alpine-Renault        | 1:14.663 | 1:11.587 | 1:12.425 | 6       |
| 7                  | 14 | Fernando Alonso  | Alpine-Renault        | 1:13.542 | 1:11.394 | 1:12.504 | 7       |
| 8                  | 44 | Lewis Hamilton   | Mercedes              | 1:13.403 | 1:11.539 | 1:12.611 | 8       |
| 9                  | 11 | Sergio Pérez     | Red Bull-RBPT         | 1:13.613 | 1:11.456 | 1:15.601 | 9       |
| 10                 | 16 | Charles Leclerc  | Ferrari               | 1:14.486 | 1:10.950 | S/Temps  | 10      |
| 11                 | 23 | Alexander Albon  | Williams-Mercedes     | 1:14.324 | 1:11.631 |          | 11      |
| 12                 | 10 | Pierre Gasly     | AlphaTauri-RBPT       | 1:14.371 | 1:11.675 |          | 12      |
| 13                 | 5  | Sebastian Vettel | Aston Martin-Mercedes | 1:13.597 | 1:11.678 |          | 13      |
| 14                 | 3  | Daniel Ricciardo | McLaren-Mercedes      | 1:14.931 | 1:12.140 |          | 14      |
| 15                 | 18 | Lance Stroll     | Aston Martin-Mercedes | 1:14.398 | 1:12.210 |          | 15      |
| 16                 | 6  | Nicholas Latifi  | Williams-Mercedes     | 1:15.095 |          |          | 16      |
| 17                 | 24 | Guanyu Zhou      | Alfa Romeo-Ferrari    | 1:15.197 |          |          | 17      |
| 18                 | 77 | Valtteri Bottas  | Alfa Romeo-Ferrari    | 1:15.486 |          |          | 18      |
| 19                 | 22 | Yuki Tsunoda     | AlphaTauri-RBPT       | 1:16.264 |          |          | 19      |
| 20                 | 47 | Mick Schumacher  | Haas-Ferrari          | 1:16.361 |          |          | 20      |
| 107%Temps:1:18.223 |    |                  |                       |          |          |          |         |
| Font:              |    |                  |                       |          |          |          |         |

## Cursa classificatòria
La cursa classificatòria fou el dia 12 de novembre.
| Pos.  | Nº | Pilot            | Equip/Motor           | Voltes | Temps/Retirada | Graella | Punts |
| ----- | -- | ---------------- | --------------------- | ------ | -------------- | ------- | ----- |
| 1     | 63 | George Russell   | Mercedes              | 24     | 30:11.307      | 3       | 8     |
| 2     | 55 | Carlos Sainz Jr. | Ferrari               | 24     | +3.9951        | 5       | 7     |
| 3     | 44 | Lewis Hamilton   | Mercedes              | 24     | +4.492         | 8       | 6     |
| 4     | 1  | Max Verstappen   | Red Bull-RBPT         | 24     | +10.494        | 2       | 5     |
| 5     | 11 | Sergio Pérez     | Red Bull-RBPT         | 24     | +11.855        | 9       | 4     |
| 6     | 16 | Charles Leclerc  | Ferrari               | 24     | +13.133        | 10      | 3     |
| 7     | 4  | Lando Norris     | McLaren-Mercedes      | 24     | +25.624        | 4       | 2     |
| 8     | 20 | Kevin Magnussen  | Haas-Ferrari          | 24     | +28.768        | 1       | 1     |
| 9     | 5  | Sebastian Vettel | Aston Martin-Mercedes | 24     | +30.218        | 13      |       |
| 10    | 10 | Pierre Gasly     | AlphaTauri-RBPT       | 24     | +34.170        | 12      |       |
| 11    | 3  | Daniel Ricciardo | McLaren-Mercedes      | 24     | +39.395        | 14      |       |
| 12    | 47 | Mick Schumacher  | Haas-Ferrari          | 24     | +41.159        | 20      |       |
| 13    | 24 | Guanyu Zhou      | Alfa Romeo-Ferrari    | 24     | +41.763        | 17      |       |
| 14    | 77 | Valtteri Bottas  | Alfa Romeo-Ferrari    | 24     | +42.338        | 18      |       |
| 15    | 22 | Yuki Tsunoda     | AlphaTauri-RBPT       | 24     | +50.306        | 7       |       |
| 16    | 18 | Lance Stroll     | Aston Martin-Mercedes | 24     | +50.7002       | 19      |       |
| 17    | 31 | Esteban Ocon     | Alpine-Renault        | 24     | +51.756        | 15      |       |
| 18    | 14 | Fernando Alonso  | Alpine-Renault        | 24     | +53.9853       | 6       |       |
| 19    | 6  | Nicholas Latifi  | Williams-Mercedes     | 24     | +1:16.850      | 16      |       |
| Ret   | 23 | Alexander Albon  | Williams-Mercedes     | 12     | Retirat        | 11      |       |
| Font: |    |                  |                       |        |                |         |       |

Notes
- ^1  – Carlos Sainz Jr. va ser penalitzat en cinc llocs a la graella de sortida per canviar el motor del seu cotxe.
- ^2  – Lance Stroll va finalitzar en desé, però va ser penalitzat en deu segons al seu temps final per forçar Sebastian Vettel a sortir de la pista.
- ^3  – Fernando Alonso va ser penalitzat en cinc segons per causar una col·lisió amb Esteban Ocon.

## Resultats de la cursa
La cursa fou realitzada el dia 13 de novembre.
| Pos.                                                                  | Nº | Pilot            | Equip/Motor           | Voltes | Temps/Retirada | Graella | Punts |
| --------------------------------------------------------------------- | -- | ---------------- | --------------------- | ------ | -------------- | ------- | ----- |
| 1                                                                     | 63 | George Russell   | Mercedes              | 71     | 1:38:34.044    | 1       | 261   |
| 2                                                                     | 44 | Lewis Hamilton   | Mercedes              | 71     | +1.529         | 2       | 18    |
| 3                                                                     | 55 | Carlos Sainz Jr. | Ferrari               | 71     | +4.051         | 7       | 15    |
| 4                                                                     | 16 | Charles Leclerc  | Ferrari               | 71     | +8.441         | 5       | 12    |
| 5                                                                     | 14 | Fernando Alonso  | Alpine-Renault        | 71     | +9.561         | 17      | 10    |
| 6                                                                     | 1  | Max Verstappen   | Red Bull-RBPT         | 71     | +10.056        | 3       | 8     |
| 7                                                                     | 11 | Sergio Pérez     | Red Bull-RBPT         | 71     | +14.080        | 4       | 6     |
| 8                                                                     | 31 | Esteban Ocon     | Alpine-Renault        | 71     | +18.690        | 16      | 4     |
| 9                                                                     | 77 | Valtteri Bottas  | Alfa Romeo-Ferrari    | 71     | +22.552        | 14      | 2     |
| 10                                                                    | 18 | Lance Stroll     | Aston Martin-Mercedes | 71     | +23.552        | 15      | 1     |
| 11                                                                    | 5  | Sebastian Vettel | Aston Martin-Mercedes | 71     | +27.901        | 7       |       |
| 12                                                                    | 24 | Guanyu Zhou      | Alfa Romeo-Ferrari    | 71     | +29.325        | 13      |       |
| 13                                                                    | 47 | Mick Schumacher  | Haas-Ferrari          | 71     | +29.899        | 12      |       |
| 14                                                                    | 10 | Pierre Gasly     | AlphaTauri-RBPT       | 71     | +31.8672       | 10      |       |
| 15                                                                    | 23 | Alexander Albon  | Williams-Mercedes     | 71     | +36.016        | 19      |       |
| 16                                                                    | 6  | Nicholas Latifi  | Williams-Mercedes     | 71     | +37.038        | 18      |       |
| 17                                                                    | 22 | Yuki Tsunoda     | AlphaTauri-RBPT       | 70     | +1 volta       | PL      |       |
| Ret                                                                   | 4  | Lando Norris     | McLaren-Mercedes      | 50     | Cx. de Canvis  | 6       |       |
| Ret                                                                   | 20 | Kevin Magnussen  | Haas-Ferrari          | 0      | Col·lisió      | 8       |       |
| Ret                                                                   | 3  | Daniel Ricciardo | McLaren-Mercedes      | 0      | Col·lisió      | 11      |       |
| Volta ràpida': — George Russell (Mercedes) – 1:13.785 (a la volta 61) |    |                  |                       |        |                |         |       |
| Font:                                                                 |    |                  |                       |        |                |         |       |

Notes
- ^1  – Inclòs punt extra per volta ràpida.
- ^2  – Pierre Gasly va finalitzar en la dotzena posició, però va caure a la catorzena per una penalització de cinc segons per excés de velocitat al pitlane.

## Classificació després de la cursa
| Pos. | Pilot           | Punts | Canvis |
| ---- | --------------- | ----- | ------ |
| 1    | Max Verstappen  | 429   | =      |
| 2    | Charles Leclerc | 290   | 1      |
| 3    | Sergio Pérez    | 290   | 1      |
| 4    | George Russell  | 265   | =      |
| 5    | Lewis Hamilton  | 240   | =      |

| Pos. | Constructor      | Punts | Canvis |
| ---- | ---------------- | ----- | ------ |
| 1    | Red Bull-Honda   | 719   | =      |
| 2    | Ferrari          | 524   | =      |
| 3    | Mercedes         | 505   | =      |
| 4    | Alpine-Renault   | 167   | =      |
| 5    | McLaren-Mercedes | 148   | =      |